# Halowe Mistrzostwa Świata w Lekkoatletyce 1993 – bieg na 200 m kobiet
Bieg na 200 m kobiet – jedna z konkurencji rozgrywanych podczas halowych mistrzostw świata w lekkoatletyce w 1993. Eliminacje i półfinały odbyły się 13 marca, a finał został rozegrany 14 marca.
Do eliminacji zgłoszonych zostało 21 zawodniczek z 17 państw.
Zawody w tej konkurencji wygrała reprezentantka Rosji Irina Priwałowa. Drugą pozycję zajęła zawodniczka z Australii Melinda Gainsford, trzecią zaś reprezentująca kraj triumfatorki Natalja Woronowa.

## Wyniki

### Eliminacje
Źródło: 
Bieg 1
| Miejsce | Zawodniczka        | Państwo         | Wynik | Uwagi |
| ------- | ------------------ | --------------- | ----- | ----- |
| 1.      | Lucrécia Jardim    | Portugalia      | 23,48 | NR    |
| 2.      | Jacqueline Poelman | Holandia        | 23,51 |       |
| 3.      | Merlene Frazer     | Jamajka         | 23,85 |       |
| 4.      | Wang Huei-chen     | Chińskie Tajpej | 24,13 |       |
| 5.      | Éva Barati         | Węgry           | 24,59 |       |
| 6.      | Arely Franco       | Salwador        | 27,00 | NR    |

Bieg 2
| Miejsce | Zawodniczka        | Państwo   | Wynik | Uwagi |
| ------- | ------------------ | --------- | ----- | ----- |
| 1.      | Irina Priwałowa    | Rosja     | 23,57 |       |
| 2.      | Sisko Hanhijoki    | Finlandia | 23,72 |       |
| 3.      | Ekaterini Kofa     | Grecja    | 24,17 |       |
| 4.      | Shanti Govindasamy | Malezja   | 24,34 | NR    |
| –       | Sabine Tröger      | Austria   | DNS   |       |

Bieg 3
| Miejsce | Zawodniczka       | Państwo           | Wynik | Uwagi |
| ------- | ----------------- | ----------------- | ----- | ----- |
| 1.      | Melinda Gainsford | Australia         | 23,16 | AR    |
| 2.      | Wendy Vereen      | Stany Zjednoczone | 23,32 |       |
| 3.      | Marika Johansson  | Szwecja           | 23,62 | NR    |
| 4.      | Chen Zhaojing     | Chiny             | 24,25 | NR    |
| 5.      | Marcia Richardson | Wielka Brytania   | 24,50 |       |

Bieg 4
| Miejsce | Zawodniczka       | Państwo           | Wynik | Uwagi |
| ------- | ----------------- | ----------------- | ----- | ----- |
| 1.      | Natalja Woronowa  | Rosja             | 23,42 |       |
| 2.      | Sanna Hernesniemi | Finlandia         | 23,55 | =     |
| 3.      | Dyan Webber       | Stany Zjednoczone | 23,70 |       |
| –       | Cathy Freeman     | Australia         | DSQ   |       |
| –       | Karen Clarke      | Kanada            | DNS   |       |

### Półfinały
Źródło: 
Bieg 1
| Miejsce | Zawodniczka       | Państwo           | Wynik | Uwagi |
| ------- | ----------------- | ----------------- | ----- | ----- |
| 1.      | Melinda Gainsford | Australia         | 22,83 | AR    |
| 2.      | Natalja Woronowa  | Rosja             | 23,00 |       |
| 3.      | Wendy Vereen      | Stany Zjednoczone | 23,07 |       |
| 4.      | Sanna Hernesniemi | Finlandia         | 23,56 |       |
| 5.      | Wang Huei-chen    | Chińskie Tajpej   | 24,43 |       |
| 6.      | Marika Johansson  | Szwecja           | 24,58 |       |

Bieg 2
| Miejsce | Zawodniczka        | Państwo           | Wynik | Uwagi |
| ------- | ------------------ | ----------------- | ----- | ----- |
| 1.      | Irina Priwałowa    | Rosja             | 22,58 |       |
| 2.      | Dyan Webber        | Stany Zjednoczone | 23,54 |       |
| 3.      | Lucrécia Jardim    | Portugalia        | 23,63 |       |
| 4.      | Jacqueline Poelman | Holandia          | 23,70 |       |
| 5.      | Merlene Frazer     | Jamajka           | 23,83 |       |
| 6.      | Sisko Hanhijoki    | Finlandia         | 23,84 |       |

### Finał
Źródło: 
| Miejsce | Zawodniczka       | Państwo           | Wynik | Uwagi |
| ------- | ----------------- | ----------------- | ----- | ----- |
| 01 !    | Irina Priwałowa   | Rosja             | 22,15 | CR    |
| 02 !    | Melinda Gainsford | Australia         | 22,73 | AR    |
| 03 !    | Natalja Woronowa  | Rosja             | 22,90 |       |
| 4.      | Sanna Hernesniemi | Finlandia         | 23,03 | NR    |
| 5.      | Wendy Vereen      | Stany Zjednoczone | 23,34 |       |
| 6.      | Dyan Webber       | Stany Zjednoczone | 23,53 |       |